# Languedoc (Zuid-Afrika)
Languedoc is een dorp in de Zuid-Afrikaanse provincie West-Kaap. Languedoc behoort tot de gemeente Stellenbosch dat onderdeel van het district Kaapse Wynland is.